# Laura Aponte
Laura Aponte (Roma, 1906 – 1990) è stata una stilista italiana.

## Biografia
Laura Aponte nasce nel 1906 da una benestante famiglia romana; il padre è avvocato, la madre Pinella Tittoni mandolinista. Negli anni trenta, dopo aver annullato il primo matrimonio, si sposa con il giornalista Salvatore Aponte, con il quale viaggerà spesso per l'Europa fino alla Seconda guerra mondiale. Nel 1945 entra nel mondo della moda, iniziando a confezionare pullover di lana riciclata, sui quali riproduce opere di artisti romani contemporanei. Tra le sue prime importanti clienti e sostenitrici vi è la baronessa Gabriella (Gaby) di Robilant, che nel 1942 aveva rilevato l'attività della Casa Ventura. È proprio lei a presentare le creazioni di Laura Aponte a Elsa Schiaparelli, che li vuole nel suo atelier parigino di Place Vendôme. Grazie a questo Laura Aponte diviene nota a livello internazionale e il periodico statunitense Harper's Bazaar, una delle più importanti riviste di moda, le dedica una copertina.
Nel 1959 presenta la sua collezione a Firenze, in occasione delle sfilate della Sala Bianca. Nel 1970 si ritira dall'attività e si trasferisce a Capri, lasciando l'atelier romano alla figlia Nora, che ne prosegue l'attività fino al 1983.
La sua società, Laura Aponte Tricots srl, fondata nel 1950, produceva maglieria soprattutto per l'esportazione negli Stati Uniti, nei Paesi della CEE, in Giappone e a Hong Kong. La società viene sciolta nel 1984.
Laura Aponte muore nel 1990.